# Tremolo (Gitarre)

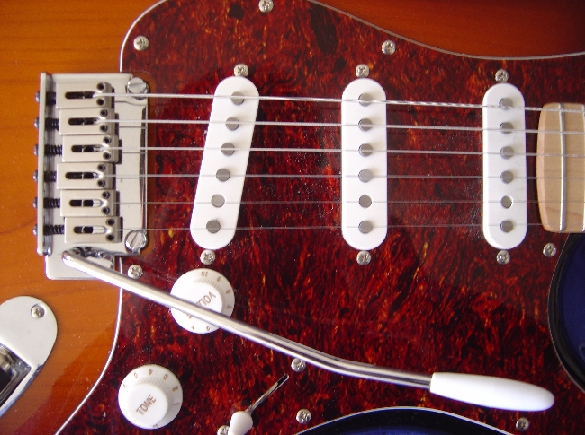
Nahaufnahme einer Stratocaster mit Tremolo

Tremolo ist im Musikerjargon eine verkürzte, auf den Musikinstrumentenbauer Leo Fender zurückgehende Bezeichnung für „Tremolo-System“, ein mechanisches Vibratosystem (verkürzt als „Vibrato“ bezeichnet), das aus einer Vorrichtung am Saitenhalter von Gitarren besteht, mit der mittels einer Hebelbewegung mit einem sogenannten Tremolo- oder Vibratohebel Tonhöhenschwankungen erzeugt werden können. Wird der Hebel bewegt, ändert sich die Spannung der Saiten und damit deren Tonhöhe.
Die Bezeichnung „Tremolo“ (von lateinisch tremere ‚zittern‘) für Vibratosysteme von Gitarren lässt sich zwar auf die „zitternde“ Bewegung bei der Betätigung des Vibratohebels zurückführen, sie ist jedoch in Hinsicht auf den die Tonhöhe betreffenden Effekt (siehe Vibrato) irreführend und von der ursprünglich als Tremolo bezeichneten Spieltechnik und dem damit verbundenen Klangeffekt zu unterscheiden.
Weitere Bezeichnungen sind Wang Bar oder Whammy Bar (Kurzform Whammy), im deutschsprachigen Musikerjargon Jammer- oder Wimmerhaken.

## Geschichte

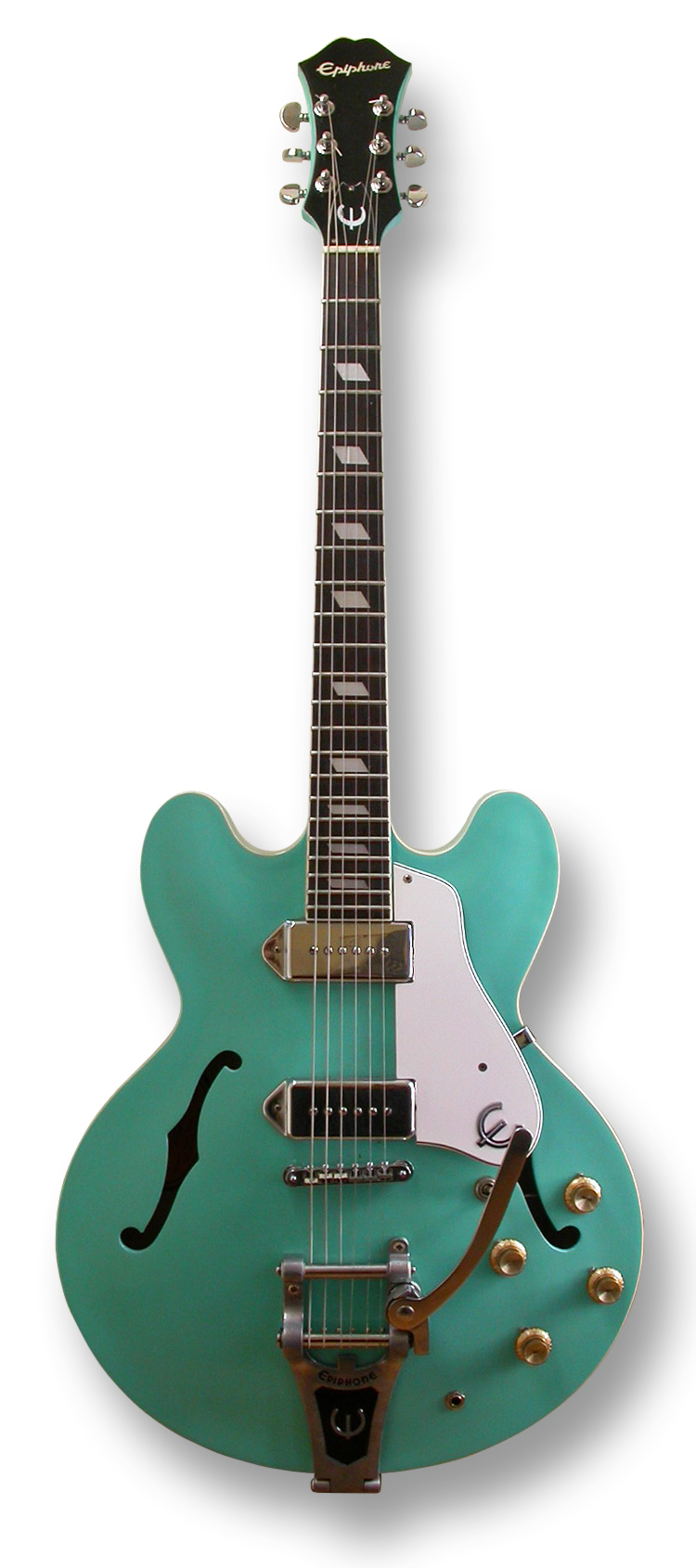
Epiphone Casino mit Bigsby-style Vibrato

Parallel zur Entwicklung der E-Gitarre entwickelte sich das Tremolo. Bereits im Jahr 1929 meldete Clayton „Doc“ Kaufmann sein „Kaufmann Vibrola“-Tremolo zum Patent an. Das „Vibrola“ besteht aus einem Saitenhalter, der mit einer Feder und einem Hebel ausgestattet ist. Wird der Hebel bewegt, bewegt sich der Saitenhalter und ein leichtes Vibrato ist zu hören. Das ursprüngliche „Vibrola“ konnte nachträglich auf alle Archtop-Gitarren installiert werden, bei denen aufgrund der starken Wölbung der Gitarrendecke Saitenhalter und Brücke voneinander getrennt waren. Die erste Serienfertigung des Tremolos erfolgte für die Firma Rickenbacker, wo es auf einigen Modellen bis heute zum Einsatz kommt (Abbildung hier). Das „Vibrola“ fand Anklang bei experimentell veranlagten Gitarristen (Musiker und Erfinder Les Paul verwendete 1941 eine abgewandelte Version des „Vibrola“ auf seiner Experimentalgitarre „The Log“), blieb jedoch zunächst ein Exot. Neben dem geringen Tonumfang schreckte vor allem die schlechte Stimmstabilität viele Gitarristen ab.
Merle Travis, ein Countrygitarrist, wandte sich in den 1940er Jahren an den Motorradmechaniker Paul Bigsby, der sein verschlissenes „Vibrola“ reparieren sollte. Bigsby erkannte die Schwächen der Konstruktion und stellte für Travis ein ganz neues Tremolo her. Das „Bigsby Vibrato“, welches u. a. mit der Feder aus einer Harley-Davidson ausgestattet war, konnte ebenfalls als Austausch für den Saitenhalter von Archtop-Gitarren montiert werden. Als Bigsby 1948 mit der Produktion eigener E-Gitarren begann, wurde das Tremolo sowohl als serienmäßige Zusatzausstattung der Bigsby-Gitarren als auch als Zubehörteil für andere Instrumente angeboten. Die Firma Gibson bot auf ihren ersten vollwertigen E-Gitarren kurze Zeit später ebenfalls die Option an, serienmäßig ein Bigsby-Vibrato zu installieren.
Leo Fender, der zur gleichen Zeit seine erste E-Gitarre Telecaster auf den Markt brachte, beobachtete diese Entwicklung genau. Fenders Gitarren zeichneten sich durch eine flache Decke aus, bei der die Nachrüstung mit einem Bigsby-Vibrato nur mit großem Aufwand möglich war. Für das neue Modell Stratocaster musste ein anderer Weg gewählt werden. Während die ersten Prototypen der Stratocaster ebenfalls eine Tremolokonstruktion besaßen, bei der Saitenhalter und Brücke getrennt waren, entwickelte Leo Fender schnell eine kombinierte Saitenhalter/Brückenkonstruktion. Dieses System war klein, optisch unauffällig und erlaubte durch das Kippen der Brücke ein Herunterstimmen der Saiten bis hin zum völligen Erschlaffen. Aus nicht geklärten Gründen meldete Fender das System unter dem Namen „Tremolo“ zum Patent an und nicht unter dem korrekten Terminus „Vibrato“. Diese Verwechslung zieht sich durch das gesamte Programm der Firma, da die Verstärker der Marke Fender, die tatsächlich über ein Tremolo (im Sinne von periodischen Lautstärkeschwankungen) verfügen, mit dem falschen Zusatz Vibrato bezeichnet werden. Dieses System ging mit der Stratocaster 1954 in Serie. Durch die große Verbreitung der Stratocaster bürgerte sich in der Folgezeit der falsche Begriff „Tremolo“ für die Vibrato-Vorrichtung von Gitarren ein. Eine überarbeitete Version der ursprünglich für die Stratocaster vorgesehenen Tremolokonstruktion kam später bei der Fender Jazzmaster und der Fender Jaguar zum Einsatz.
Während die Entwicklung der Tremolos in den 1960er Jahren stagnierte, entwickelten verschiedene Hersteller in den 1970er Jahren Konzepte, um Tremolos – allen voran das Tremolo der Stratocaster – stimmstabiler zu machen. Am radikalsten war die Entwicklung von Floyd Rose, der durch das Festklemmen der Saiten an Brücke und Steg eine nahezu vollkommene Stimmstabilität auch bei extremem Einsatz erreichte („Locking Tremolo“). Dieses System basiert auf dem ursprünglichen Konzept des Stratocaster-Tremolos, beinhaltet jedoch viele feinmechanische Detaillösungen, um die hohe Stimmstabilität zu erreichen. Das „Locking Tremolo“ stellt in seinen verschiedenen Ausführungen den bisherigen Endpunkt der Entwicklung dar.

## Verschiedene Typen von Tremolos

### Bigsby Vibrato
Das Bigsby-Vibrato, welches seit den 1940er Jahren nahezu unverändert von der Firma Bigsby Guitars hergestellt wird, ist ein Saitenhalter, bei dem die Saiten um eine drehbar gelagerte Stahlwelle gewickelt werden. Bewegt man den Vibratohebel, werden die Saiten auf- oder abgewickelt. Dem Saitenzug wirkt eine massive Feder entgegen, die ursprünglich aus dem Motor eines Harley-Davidson-Motorrades stammt. Die Feder befindet sich bis heute im Ersatzteilprogramm von Harley-Davidson.
Das Bigsby-Vibrato erlaubt durch die Verwendung einer Druckfeder Tönhöhenschwankung in beide Richtungen (1–2 Halbtöne) und wird meist da eingesetzt, wo einem klaren Gitarrenton noch ein leichtes „Schimmern“ hinzugefügt werden soll, z. B. in Jazz, Country und Rock ’n’ Roll. Bis heute ist das Bigsby-Vibrato stark verbreitet bei den in diesen Stilistiken eingesetzten Archtop-Gitarren der Marken Gretsch und Gibson. Hörbeispiele finden sich bei Countrymusikern wie Merle Travis und Chet Atkins ebenso wie bei Vertretern des Rockabilly, wie z. B. den Stray Cats. Abhängig von der Geometrie der verwendeten Gitarre und der verwendeten Brücke kann ein Bigsby-Vibrato unterschiedlich gut funktionieren. Werden die Saiten an der Brücke stark geknickt oder erzeugt die Brücke starke Reibung an den Saiten, verstimmt sich die Gitarre bei Gebrauch des Vibratos sehr schnell. Laufen die Saiten in einem sanften Winkel über die Brücke oder ist diese sehr reibungsarm (z. B. durch das Anbringen von kleinen Rollen, über die die Saiten laufen), funktioniert ein Bigsby nahezu verstimmungsfrei.
Hörbeispiel: Akkord mit Bigsbyⓘ

### Fender bzw. Vintage Tremolo

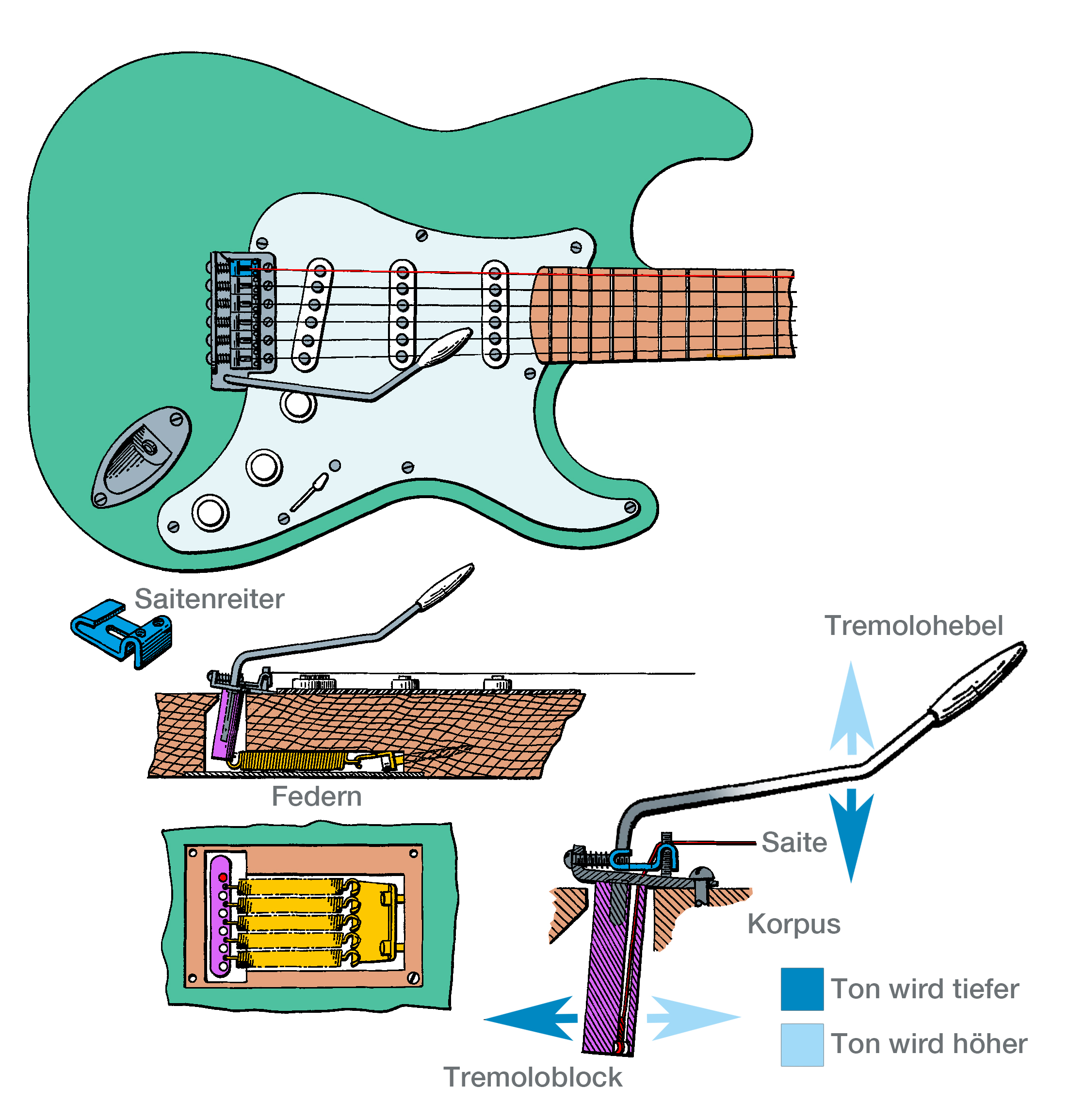
Konstruktion und Funktionsweise des Fender-Stratocaster-Tremolo

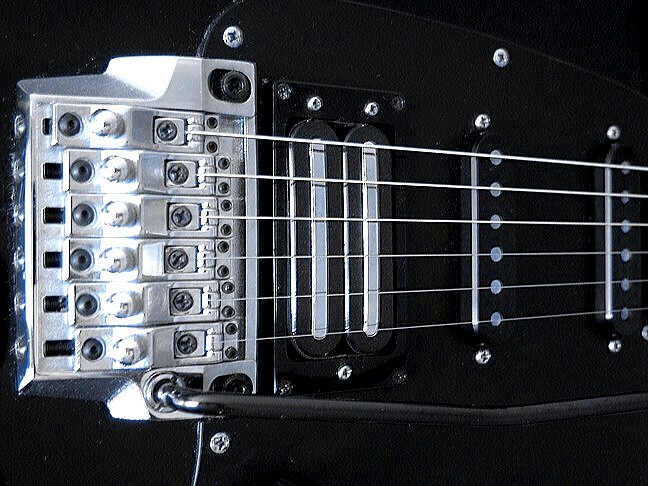
Tremolo-System der Ibanez Roadstar II Series RS 440

Das Fender Tremolo (von einigen Herstellern wegen des Copyrights von Fender auch „Vintage Tremolo“ genannt) bezeichnet die ursprüngliche Form des Stratocaster-Tremolos. Da die Stratocaster eine der am meisten verkauften E-Gitarren ist, ist auch ihr Tremolo am weitesten verbreitet und hat entscheidend zur Entwicklung neuer Systeme, aber auch der Namensverwechslung „Tremolo“ bzw. „Vibrato“ beigetragen. Es besteht aus einem Saitenhalter, bei dem die Saiten in einen Stahlblock direkt unter der Brücke eingefädelt werden. Die Saiten laufen aus dem Stahlblock direkt über die Brückenkonstruktion. Die Brücke wird nur an einer Seite von Schrauben gehalten, so dass es mittels des Tremolohebels möglich ist, sie in Richtung Hals zu kippen. Auf der Rückseite des Korpus sind Federn eingebaut, die dem Saitenzug entgegenwirken und die Brücke in die Waagerechte ziehen. Je nach Einstellung der Federn ist es möglich, dass das Tremolo auf dem Korpus aufliegt und ein Verstimmen nur nach unten möglich ist. Oft werden die Federn jedoch so justiert, dass das Tremolo in einer leicht gekippten Stellung verbleibt, um auch Verstimmungen nach oben zu ermöglichen. Weiterentwicklungen des Vintage-Typs sind meist so konstruiert, dass sie in der Grundstellung einige Millimeter über der Decke schweben. Ein Verstimmen in beide Richtungen ist bei einem schwebenden System von vorneherein möglich.
Aufgrund seiner Bauweise erlaubt das Tremolo ein großes Verstimmen der Saiten. Besonders im Bereich nach unten ist es möglich, die Saiten mit einer Hebelbewegung soweit herunterzustimmen, dass sie schlaff auf dem Griffbrett aufliegen. Dieser Effekt wird als „Divebomb“ bezeichnet, da man so Klangeffekte erzielt, die an herabstürzende Flugzeuge erinnern. Eindrucksvoll zelebrierte Jimi Hendrix diesen Effekt bei seiner Version des „The Star-Spangled Banner“ auf dem Woodstock-Festival, wo er in die US-amerikanische Nationalhymne mit Hilfe des Tremolos den Klang von angreifenden Flugzeugen und explodierenden Bomben einwebte. Nachteil von so extremer Behandlung ist jedoch ein Verstimmen der Gitarre, wenn das Tremolo in die Ruhestellung zurückkehrt. Bei Hendrix’ Auftritt in Woodstock kann man in mehreren Szenen des Films erkennen, wie der Musiker seine Gitarre nachstimmt.
Hörbeispiel: Divebombⓘ

### Locking Tremolo bzw. Floyd Rose

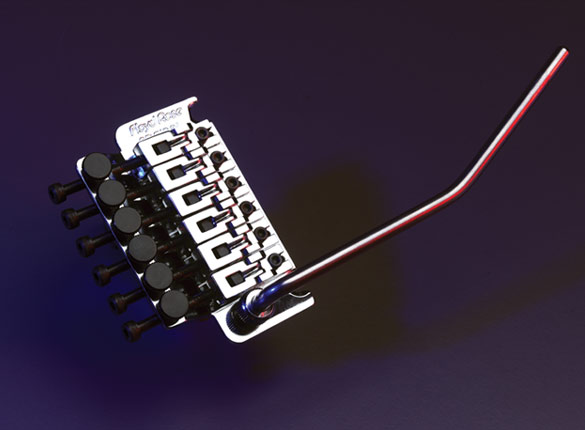
Floyd Rose Original Tremolo

Das Floyd Rose Tremolo (oft auch „Locking Tremolo“ genannt) unterscheidet sich von herkömmlichen Tremolo-Systemen sehr wesentlich, denn hier laufen die Saiten weder beweglich über einen Sattel noch über Brücken-Reiter, sondern sind an beiden Enden fixiert: Das System ist Reibungsfrei, die Saiten können sich nach dem Tremolieren nirgends verhaken/verrutschen, also auch nicht verstimmen.
Der wesentliche Unterschied zu herkömmlichen Tremolo-Systemen besteht also darin, dass die Tonhöhe nicht allein durch eine veränderte Saitenspannung bei identischer Länge erwirkt wird, sondern durch die Veränderung der Saitenlänge selbst.
Diese verstimmungsfreie Mechanik bietet aber auch drei wesentliche Nachteile gegenüber frei beweglich geführten Saiten:
1.) Oktavreinheit: Da die Feinstimmung eines Floyd Rose Tremolos mit Justierschrauben direkt an den Brücken-Klemmen vorgenommen wird, kann dies dann nur noch über die Veränderung der Saiten-Längen geschehen: zu Ungunsten einer kontrollierbaren Oktavreinheit.
2.) Stimm-Prozedur: Die Gitarre muss einmal über die üblichen Wirbel-Mechaniken am Gitarren-Kopf gestimmt werden. Dann werden die Saiten am Sattel fest eingeklemmt, wozu Werkzeug nötig ist. – Ein Spontanes Umstimmen der Saiten um Halb- oder Ganztöne ist danach nicht mehr möglich. Reißt bei einem Konzert eine Saite, ist ungewiss, ob die Stimmung dann erhalten bleibt, denn das Brücken-System gerät aus seinem Gleichgewicht.
3.) Spielbarkeit/Klanggebung: Das Floyd-Rose-System hat durch die Stimm-Mechaniken der Brücke eine ziemlich hohe Bauhöhe. Dadurch wird das Anzupfen der Saiten sehr nah an der Brücke (schärfere Intonation: Twang) behindert. Auch lässt sich der Handballen der Spielhand nicht so gut auflegen, ohne das Tremolo zu bewegen, wie es bei herkömmlichen Tremolo-Systemen (Fender, Gretsch, Gibson …) problemlos ist.

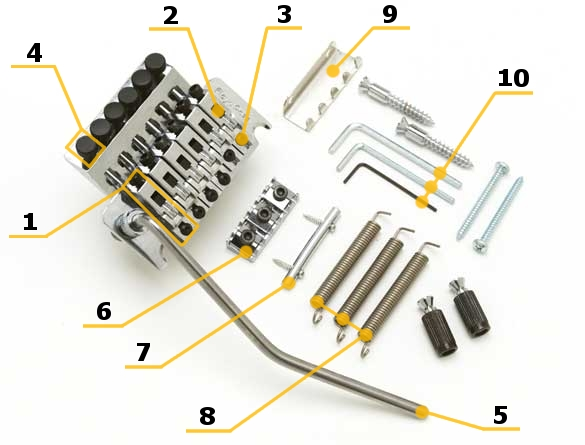
„Floyd-Rose“ mit nummerierten Teilen

Das ursprüngliche Tremolo von Floyd Rose besteht aus folgenden Teilen:
1. Sattel – Auflagepunkt der Saite.
2. Saitenhalter – Kleiner Metallblock, der die Saite im Sattel festklemmt.
3. Sattelschraube – Mit der Sattelschraube wird die Intonation der Saite eingestellt. Wird die Schraube gelockert, kann der Sattel einige Millimeter vor und zurück bewegt werden. Zur Justierung wird ein Inbusschlüssel benötigt.
4. Feinstimmer – Schraube, um die jeweilige Saite zu stimmen
5. Tremolohebel – Mit dem Tremolohebel wird das Tremolo während des Gitarrenspiels bewegt, um die Tonhöhenschwankungen hervorzurufen.
6. Klemmsattel – Der Sattel wird am Kopf der Gitarre vor den Mechaniken eingesetzt, um die Saiten festzusetzen. Je nach Modell benötigt man einen Inbusschlüssel oder einen Schraubenzieher, um die Saiten am Sattel festzuklemmen.
7. Saitenniederhalter – Metallstab, der auf der Kopfplatte installiert wird um die Saiten in einem bestimmten Winkel zum Klemmsattel zu führen.
8. Federn – Die Federn befinden sich im Innern der Gitarre und bewirken einen Gegenzug zu den Saiten. Durch diesen Gegenzug wird das Tremolo in der Grundstellung gehalten. Je nach verwendeten Saiten können bis zu fünf Federn eingesetzt werden.
9. Federhalter – die Federn sind am Federhalter aufgehängt. Der Federhalter kann mit Hilfe zweier Schrauben so eingestellt werden, dass das Tremolo bei Nichtgebrauch in der schwebenden Grundstellung verbleibt.
10. Inbusschlüssel – Das Floyd Rose Tremolo benötigt meist drei verschiedene Inbusschlüssel für Saitenwechsel und Einstellung.

Ein sehr nützliches Hilfsmittel ist die sogenannte Backbox.

### Weitere Typen

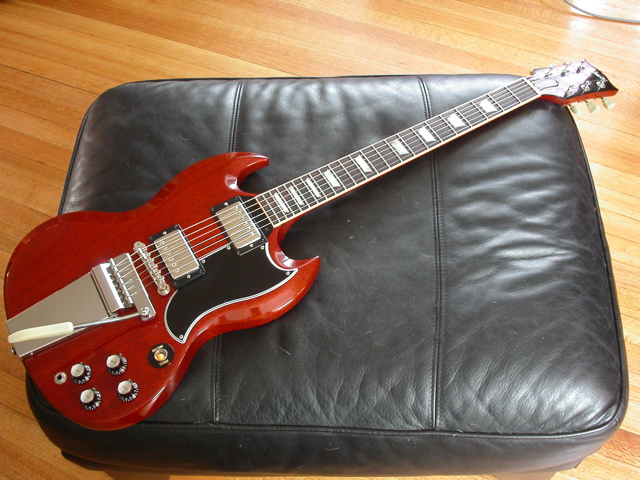
Gibson SG mit Maestro-Tremolo

Tremolos werden von verschiedenen Herstellern angeboten, wobei die Mehrzahl der Modelle Weiterentwicklungen des Bigsby- oder Vintagetyps darstellen.
- Das System der Fender Jazzmaster bzw. Jaguar war Leo Fenders Version des Bigsby-Prinzips. Im Gegensatz zum Bigsby verwendete Leo ein bewegliches Metallblech, an dem die Saiten aufgehängt werden. Während dieses Tremolo von Klang und Spielgefühl tatsächlich dem Bigsby-Vibrato ähnelt, hat es einen entscheidenden konstruktiven Nachteil: Durch die flache Decke der Gitarren üben die Saiten nur geringen Druck auf die Brücke aus. Dies ist bei dem Jazzmaster-Tremolo, welches nur durch den Druck der Saiten zusammengehalten wird, fatal: Je nach verwendeten Saiten produziert das Tremolo rasselnde Störgeräusche, die durch mitschwingende Metallteile des Tremolos hervorgerufen werden. Aus diesem Grund überzeugten Mitarbeiter Leo Fender, dieses System nicht auf der Stratocaster einzusetzen.

- Gibson entwickelte ein ebenfalls vom Bigsby-System inspiriertes Tremolo mit dem Namen „Maestro“. Bei diesem sind die Saiten an einem gebogenen Metallblech aufgehängt, welches in sich federn kann. Das „Maestro“ ist vor allem auf Gitarren des Typs „SG“ und „Firebird“ zu finden.

Tremolokonstruktion von Brian Mays „Red Special“

- Einen ganz eigenen Weg wählte Brian May (Gitarrist der Band Queen) bei dem Tremolo seiner Gitarre „Red Special“: Da May diese Gitarre als Jugendlicher selbst konstruierte, benutzte er für das Tremolo Materialien, die im Haus zu finden waren. Der Tremolohebel ist der Bremshebel eines alten Fahrrads, der Griff des Hebels ist der Kopf einer Stricknadel seiner Mutter. Der massive Metallblock, der ähnlich der Jazzmaster die Saiten aufnimmt, ist an einem alten Brotmesser drehbar gelagert. Die Feder stammt – wie bei Bigsby – aus dem Motor eines alten Motorrads.

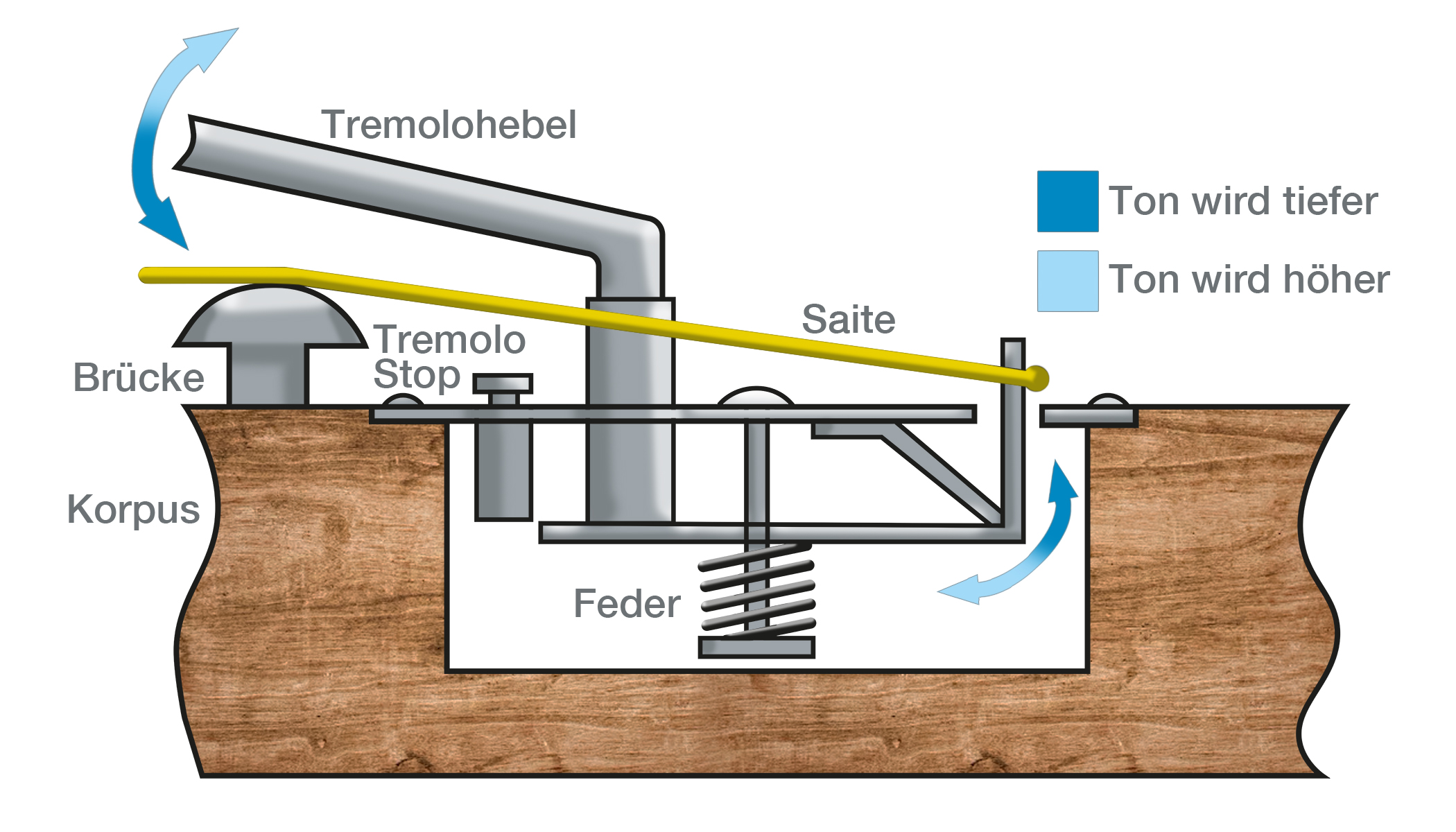
Tremolosystem einer Fender Jazzmaster

- Da das Tremolo der Fender Stratocaster die weiteste Verbreitung fand, sind die verschiedenen Variationen dieser Konstruktion nahezu unüberschaubar. Die wichtigste Strömung innerhalb dieser Weiterentwicklungen betrifft das Bestreben, die Stimmstabilität zu verbessern. Sowohl Fender selbst, als auch andere Hersteller haben etwa die Aufhängung des Tremolos von sechs auf zwei Schrauben reduziert, um unnötige Reibung zu vermeiden. Weiter gibt es neben den Systemen von Floyd Rose verschiedene Systeme, die ebenfalls mit einem Festklemmen der Saiten arbeiten. Auch wird versucht mit speziellen Stimmmechaniken, die die Saite schon beim Aufziehen feststellen, einen ähnlichen Effekt zu erreichen. Weiter wurde immer wieder versucht, den Eigenklang des Tremolos zu verbessern, indem man stabilere Konstruktionen verwendete. Besonders die Ausführung aus massivem Metall bringt eine Verbesserung des Sustains gegenüber der von Fender verwendeten Blechkonstruktion. Besonders die Tremolos des amerikanischen Herstellers „Wilkinson“ beinhalten die verschiedenen Weiterentwicklungen, ohne sich optisch wie mechanisch weit von dem ursprünglichen Tremolo zu entfernen.

- Eine revolutionäre Entwicklung gelang in den 80er Jahren Ned Steinberger mit dem Transposing-Tremolo, welches lange Zeit exklusiv auf seinen Headless-Instrumenten ausgeliefert wurde. Erstmals bleibt hier beim Betätigen des Tremolohebels der gesamte, gespielte Akkord erhalten. Das System kann zudem mit dem Hebel in verschiedene Positionen „gelockt“ werden, wodurch ein Umstimmen (Transposing) der gesamten Gitarre während des Spiels möglich ist. Anders als bei den Messerkanten-Systemen ist hier ein freischwebender Teil mit speziellen Saitenhaltern über Lager mit den Seitenteilen der Grundplatte verbunden. Die Saiten laufen dann über einzeln verstellbare Rollsättel. Somit gerät das Tremolo auch bei extremer Auflage der Schlaghand nicht aus der Stimmung. Allerdings ist ein „Divebomb“ (Drücken des Hebels, bis die Saiten auf den Tonabnehmern aufschlagen) dadurch unmöglich. Eine integrierte Feder, die von außen mit einer Schraube verstellt werden kann, sorgt für eine leicht anpassbare Nullstellung. Um die nötige Stimmstabilität zu erreichen, wurde ein völlig neuer Ansatz verwendet. Statt der bisher üblichen Saitenklemmen griff man auf „Double-Ball“-Saiten zurück. Diese verfügen an beiden Enden über Kugeln (engl. ball end), die Stimmung der Gitarre wird über spezielle Mechaniken am Tremolo vorgenommen. Dadurch ist ein schneller Saitenwechsel möglich und auch die Stimmprozedur gestaltet sich wesentlich angenehmer als bei den klassischen Locking-Tremolos. Einer der bekanntesten Transtrem-Anwender war Eddie Van Halen, der sich das System sogar in einige Exemplare seiner Signature-Gitarren von Musicman und Peavey einbauen ließ. Empfehlenswerte Hörbeispiele für den besonderen Sound des Steinberger Tremolos sind u. a. „Get Up“ und „Summer Nights“ auf dem Van Halen Album „5150“.

- Die Firma Washburn entwickelte in den 1980er Jahren ein an die Technik des Floyd-Rose-Systems angelehntes Tremolo mit dem Namen WonderBar. Der Vorteil dieses Systems lag darin, dass es auch bei Instrumenten nachgerüstet werden konnte, die zuvor kein Vibratosystem hatten. Da das Wonderbar-Tremolo auf der Gitarre aufgesetzt wurde, musste das jeweilige Instrument nicht mit einer großen Aussparung versehen werden. Es mussten lediglich vier Löcher gebohrt werden, um das System zu montieren, bei manchen Gitarren war die Montage in vorhandenen Schraublöchern möglich. Washburn warb damit, dass sein System stimmsicherer als die der konkurrierenden Unternehmen Floyd Rose und Kahler sei. Eine der ersten serienmäßig mit dem System ausgelieferten Gitarren war die Washburn AF-40V.

### Elektronische Simulation
Im Bereich der elektronischen Effektgeräte wurden verschiedene Ansätze entwickelt, den Klang eines Tremolos zu simulieren. Schon in den 1950er Jahren begannen Firmen wie Fender und Vox, Tremoloeffekte in ihre Verstärker zu integrieren. Diese waren zunächst einfache Schaltungen, die -gemäß dem ursprünglichen Wortsinn- die Lautstärke des musikalischen Signals in kurzen Zeitabständen modulierten. Getreu der Namensverwechslung Tremolo-Vibrato erhielten die entsprechenden Verstärker der Marke Fender den Namenszusatz „Vibro“. Ursprüngliche, die Lautstärke verändernde Tremolos wurden auch schnell als externe Effektgeräte verfügbar.
Hörbeispiel: Akkord mit Tremoloeffektⓘ
Mit Einzug der digitalen Tonverarbeitung wurde es möglich, auch die Tonhöhe der Gitarre durch Effekte zu beeinflussen. Das sogenannte pitch shifting wurde für Gitarristen so weiterentwickelt, dass ein Verschieben der Tonhöhe auch in Echtzeit während des Spiels möglich wurde. Eines der bekanntesten Effektgeräte dieses Typs ist das „DigiTech Whammy“, bei dem die Tonhöhe während des Spiels durch ein Pedal geändert werden kann. Die so erzeugbaren extremen Tonhöhenänderungen sind u. a. auf Tom Morellos Solo in dem Song „Killing in the name“ (Rage Against the Machine) zu hören.

## Das Tremolo in der Musik
Parallel zur technischen Entwicklung veränderte sich der Gebrauch des Tremolos in der Musik.
In der Anfangszeit der E-Gitarre wurde das Tremolo lediglich dazu benutzt, langen Tönen oder Akkorden ein leichtes Schimmern hinzuzufügen. Besonders in der Popmusik der 1950er und 1960er Jahre, welche teilweise noch stark von Jazz und Swing beeinflusst war, wurde der klare, cleane Gitarrensound (oft auch Twang genannt) mit leichten Tremolos verziert. Berühmte Beispiele sind verschiedene Einspielungen der Shadows, deren Gitarrist Hank Marvin den Klang des Tremolos seiner Stratocaster fest in sein Spiel integrierte. Weiter ist der Gebrauch des Tremolos beispielhaft zu hören auf den Aufnahmen der Country- und Rock-’n’-Roll-Musiker Chet Atkins und Duane Eddy.
In den 1960er und 1970er Jahren begannen viele Gitarristen, mit neuen Ideen wie dem Einsatz von Effekten und einem kreativen Einsatz des Tremolos neue Klänge zu erschaffen. Am weitesten ging dabei Jimi Hendrix, der nicht nur extremen Gebrauch des Tremolos machte, sondern auch durch weitere exzentrische Spielweise („Spielen“ der Gitarre mit den Zähnen und das Entzünden des Instruments auf der Bühne) die Grenzen der E-Gitarre auslotete. Weiter zeigten Gitarristen wie David Gilmour von Pink Floyd oder Steve Hackett von Genesis, wie man den Klang einer Gitarre mit Einsatz des Tremolos und Effekten verfremden kann.
In den ausgehenden 1970er Jahren begann mit der Einführung des nahezu verstimmungsfreien Floyd-Rose-Tremolos eine neue Herangehensweise an das Gitarrenspiel. Edward Van Halen von der Band Van Halen zeigte auf dem über weite Strecken unbegleiteten Gitarrensolo Eruption auf dem 1978 erschienenen Debütalbum der Band eine ganz neue Spieltechnik auf der Gitarre. Neben dem flüssigen Einbau von Divebombs und anderen Tremolotechniken in das Spiel führte Van Halen auch neue Griff- und Anschlagtechniken wie das Tapping sowie das Sweep Picking vor. Weitere Vertreter dieses später Shredding genannten Spielstils sind Steve Vai, Joe Satriani und Paul Gilbert.